# Fiat Bravo (2007)
A Fiat Bravo (198) egy 2007-től 2016-ig gyártott kompakt autó. 2007 januárjában mutatták be Rómában. Olaszországban 2014-ig gyártották, de Brazíliában 2016-ig gyártásban maradt. Utódja a 2015-től gyártott Fiat Tipo.
2010-ben esett át ráncfelvarráson, amely során sötétebb első fényszórókat kapott.